# Alberto Aza
Alberto Aza Arias (Tetuán, Protectorado español de Marruecos, 23 de mayo de 1937) es un diplomático español de origen asturiano.

## Biografía
Licenciado en Derecho y en Filosofía y Letras por la Universidad de Oviedo, entró a formar parte del Servicio Diplomático español en el año 1965, como diplomático de carrera. Ocupó diversos cargos en las representaciones diplomáticas en Gabón, Argelia e Italia. En 1977 es nombrado subdirector general de la Oficina de Información Diplomática, ese mismo año pasaría a ser director del gabinete del Presidente Adolfo Suárez. En el año 1985 es nombrado embajador observador permanente de España ante la Organización de Estados Americanos. En el año 1990 ocupa el puesto de embajador de España en México.
En 1992 pasa a encabezar la representación diplomática en Londres. Entre el año 2000 y el 2002 ocupa el puesto de director de la Oficina de Información Diplomática. El 12 de septiembre de 2002 es nombrado secretario general de la Casa de Su Majestad el Rey, como preparación para ocupar la Jefatura de la misma sólo tres meses después, el 17 de diciembre, al relevar al anterior jefe, Fernando Almansa. Cesa en su puesto nueve años después, el 30 de septiembre de 2011, al ser relevado por Rafael Spottorno.
El cuatro de febrero de 2012 Aza es nombrado consejero permanente de Estado y presidente de la Sección Quinta del Consejo de Estado, por Real Decreto 305/2012.